# Marián Skalka
Marián Skalka (* 15. ledna 1968) je bývalý slovenský fotbalista, záložník.

## Fotbalová kariéra
V československé lize hrál za Tatran Prešov. Nastoupil v 71 ligových utkáních a dal 5 gólů. Ve slovenské lize hrál i za FC Nitra a BSC JAS Bardejov, nastoupil v 84 utkáních a dal 16 gólů. V Poháru vítězů pohárů nastoupil ve 4 utkáních a dal 1 gól.
S Tatranem Prešov se stal v sezoně 1985/86 dorosteneckým mistrem Československa.

## Ligová bilance
| Ročník                                   | Zápasy | Góly | Klub                |
| ---------------------------------------- | ------ | ---- | ------------------- |
| 1. československá fotbalová liga 1986/87 | 7      | 0    | Tatran Prešov       |
| 1. československá fotbalová liga 1990/91 | 9      | 0    | Tatran Prešov       |
| 1. československá fotbalová liga 1991/92 | 27     | 3    | Tatran Prešov       |
| 1. československá fotbalová liga 1992/93 | 28     | 2    | Tatran Prešov       |
| Mars superliga 1993/94                   | 28     | 3    | 1. FC Tatran Prešov |
| Mars superliga 1994/95                   | 29     | 7    | 1. FC Tatran Prešov |
| Mars superliga 1995/96                   | 14     | 5    | 1. FC Tatran Prešov |
| Mars superliga 1996/97                   | 11     | 1    | FC Nitra            |
| Mars superliga 1997/98                   | 12     | 0    | BSC JAS Bardejov    |
| CELKEM                                   | 155    | 21   |                     |